# 長久手インターチェンジ
長久手インターチェンジ（ながくてインターチェンジ）は、愛知県長久手市にある名古屋瀬戸道路のインターチェンジである。料金は長久手本線料金所で支払う形となっているため、料金所などはない。出入口は2ヶ所あり、第一出入口は長久手IC交差点へつながっており、第二出入口は長いランプウェイを介して愛・地球博記念公園、八草、足助方面へつながっている。

## 道路
- 名古屋瀬戸道路（20－3番）

## 接続する道路
- 直接接続
  - 愛知県道6号力石名古屋線（グリーンロード[2]）
- 間接接続
  - 愛知県道233号岩作諸輪線

## 歴史
- 2004年（平成16年）11月27日：第一出入口のみ開通。
- 2005年（平成17年）2月4日：第二出入口開通。

## 周辺
- トヨタ博物館
- 愛知高速交通東部丘陵線（リニモ） 芸大通駅
- 栄徳高等学校
- 愛知県立芸術大学
- 愛知県立大学
- 豊田中央研究所
- 長久手温泉ござらっせ
- イオンモール長久手
- 長久手古戦場
- 名鉄バス名古屋営業所
- 長久手市民野球場
- 長久手市立東小学校
- 長久手市立長久手中学校
- 愛・地球博記念公園（通称：モリコロパーク）
- IKEA長久手
- ベイシア長久手店

## 隣のインターチェンジ
名古屋瀬戸道路
(20-2) 日進JCT - 長久手TB - (20-3) 長久手IC